# Christian Waber
Christian Waber, né le 7 mai 1948 à Waldkirch, est une personnalité politique suisse, membre de l'Union démocratique fédérale (UDF).

## Biographie
Domicilié à Wasen, commune de Sumiswald dans l'Emmental, il y est conseiller communal de 1984 à 1992. De 1990 à 1997, il est élu au Grand Conseil du canton de Berne.
En 1997, il siège au Conseil national, d'abord au sein du groupe PEV-UDF, puis sans groupe depuis 2007. Il est alors le seul représentant de son parti dans cette assemblée. Le 31 août 2009 il démissionne du Conseil national et le 7 septembre 2009 il est remplacé par Andreas Brönnimann.

## Sources
- (de) Cet article est partiellement ou en totalité issu de l’article de Wikipédia en allemand intitulé « Christian Waber » (voir la liste des auteurs).

1. 1 2  « Biographie de Christian Waber », sur le site de l'Assemblée fédérale suisse.
2. ↑  (de) « Der Mensch », sur christianwaber.ch (consulté le 10 décembre 2008)